# Sweetest Human Being Alive
Sweetest Human Being Alive è un singolo di George Ezra, pubblicato il 20 gennaio 2023 ed estratto dall'album in studio Gold Rush Kid.

## Tracce
1. Sweetest Human Being Alive – 3:45